# Kanton Bagnolet
Der Kanton Bagnolet ist seit 1967 ein französischer Wahlkreis im Arrondissement Bobigny, im Département Seine-Saint-Denis und in der Region Île-de-France; sein Hauptort ist Bagnolet.

## Gemeinden
Der Kanton besteht aus drei Gemeinden mit insgesamt 100.352 Einwohnern (Stand: 1. Januar 2022) auf einer Gesamtfläche von 7,27 km²:
| Gemeinde        | Einwohner 1. Januar 2022 | Fläche km² | Dichte Einw./km² | Code INSEE | Postleitzahl |
| --------------- | ------------------------ | ---------- | ---------------- | ---------- | ------------ |
| Bagnolet        | 41.776                   | 2,57       | 16.255           | 93006      | 93170        |
| Les Lilas       | 23.262                   | 1,26       | 18.462           | 93045      | 93260        |
| Romainville     | 35.314                   | 3,44       | 10.266           | 93063      | 93230        |
| Kanton Bagnolet | 100.352                  | 7,27       | 13.804           | 9303       | –            |

Bis zur Neuordnung bestand der Kanton Bagnolet aus der Gemeinde Bagnolet. Sein Zuschnitt entsprach einer Fläche von 2,57 km2.